# Gas-Elektronenbeugung
Die Gas-Elektronenbeugung ist eine experimentelle Methode zur Strukturaufklärung von Molekülstrukturen freier Moleküle im gasförmigen Zustand. Basis ist die Beugung von Elektronen an freien Molekülen in einen Gasstrahl. Ziel ist die Bestimmung von Bindungslängen, Bindungswinkeln und Torsionswinkeln, die zusammen die exakte dreidimensionale Struktur eines Moleküls wiedergeben.
Die gasförmige Substanzprobe wird in ein Hochvakuum eingebracht, wo sie auf den Elektronenstrahl trifft. Analog zur Röntgenbeugung am Kristallgitter enthält das Beugungsbild Informationen über den Aufbau der untersuchten Moleküle. Ist die Energie der Elektronen des Elektronenstrahls deutlich höher als die Ionisierungsenergie der Moleküle, so kommt es zur vollständig elastischen Beugung. Diese geschieht primär an den Atomkernen der Gasmoleküle, der Abstand dieser Atome (und weitere Informationen) gehen also in die Winkelverteilung der gebeugten Elektronen ein.
Mit dieser Methode wurde von Odd Hassel die Sesselstruktur von Cyclohexan nachgewiesen, für solche Arbeiten in der Entwicklung des Konformationsbegriffes wurde er 1969 mit dem Nobelpreis für Chemie ausgezeichnet. Mit ihr ist auch die direkte Aufklärung von Reaktionsmechanismen möglich (Ahmed Zewail, Nobelpreis für Chemie 1999).